# Paul Mooney (Schauspieler)

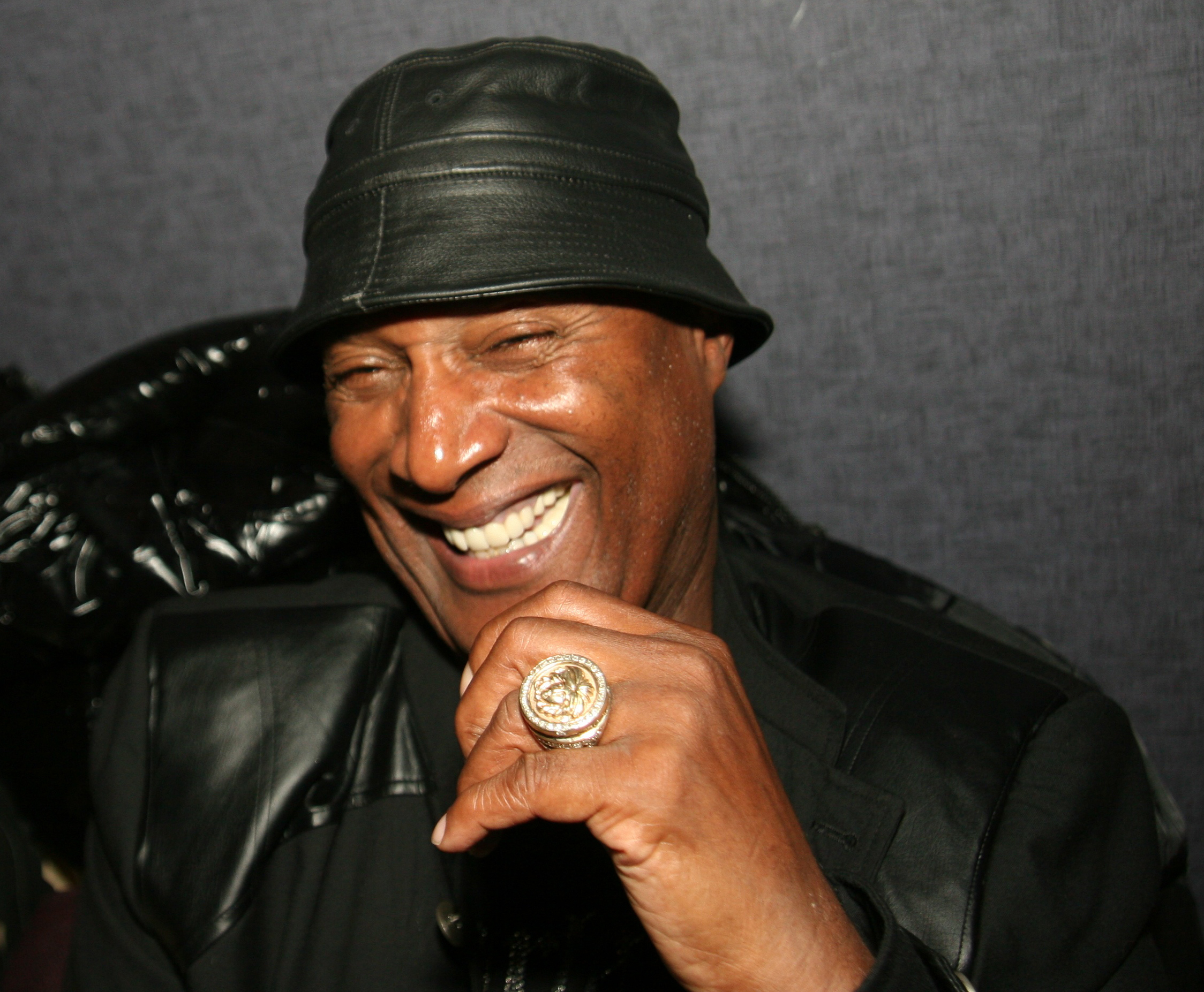
Paul Mooney, 2009

Paul Mooney (* 4. August 1941 in Shreveport, Louisiana als Paul Gladney; † 19. Mai 2021 in Oakland, Kalifornien) war ein US-amerikanischer Schauspieler, Autor und Comedian. Bekannt wurde er vor allem durch seine Auftritte in der Chappelle’s Show und als Autor für den Comedian Richard Pryor.

## Leben
Mooney kam 1941 in Shreveport im US-Bundesstaat Louisiana als Kind der minderjährigen George Gladney und LaVoya Ealy zur Welt. Beide Elternteile waren zum Zeitpunkt seiner Geburt erst 16 Jahre alt, und deshalb wurde Mooney vorwiegend von seiner Großmutter mütterlicherseits, Aimay Ealy, erzogen. Seine Großmutter war es auch, die ihm den Spitznamen Mooney gab, ohne ihm jemals die Bedeutung dieses Namens zu erklären. Im Alter von sieben Jahren zog Mooney zusammen mit seinen Großeltern, seiner Mutter und der restlichen Familie seiner Mutter nach Oakland in Kalifornien, während sein Vater in Shreveport blieb.
Erste Erfahrungen als Comedy-Autor und Komiker sammelte er durch seine Arbeit als Manegenmoderator für den Gatti-Charles Circus. Seine Einsätze als Moderator und Ansager füllte Mooney mit Comedy-Einlagen und begann so auch mit dem Schreiben von Comedy-Nummern und Witzen. Diese Arbeit half ihm dabei, eine Stelle als Autor für den Comedian Richard Pryor zu erlangen.
Mooney zeichnete als Autor für einige von Richard Pryors Sketchen für dessen Auftritte bei Saturday Night Live und schrieb zusammen mit Pryor an dessen Comedy-Alben Richard Pryor: Live on the Sunset Strip, Bicentennial Nigger, und ...Is It Something I Said?
Er war ebenfalls Co-Autor von Richard Pryors semi-autobiografischem Film Jo Jo Dancer – Dein Leben ruft (Originaltitel: Jo Jo Dancer, Your Life Is Calling).
Für Pryors eigene Comedy-Fernsehserie, die The Richard Pryor Show, agierte Mooney als Hauptautor. Die Serie hat heute – obschon von ihr nur vier Episoden produziert wurden – Kultstatus erreicht.
Neben seiner Autoren-Tätigkeit für Pryor war Mooney in den 1970er Jahren auch an anderen Comedy-Formaten beteiligt, die zwischenzeitlich längst zu Kultserien avanciert sind. So schrieb er für die Sitcoms Sanford and Son und Good Times.
Ab Ende der 1970er trat Mooney vermehrt als Schauspieler in Erscheinung. So übernahm er Rollen in den Kultfilmen Einmal und nie wieder (Originaltitel: Bustin’ Loose), Wie geht’s aufwärts? (Originaltitel: Which Way Is Up?) und Hollywood Shuffle.
Zwischen 1990 und 1991 war er Hauptautor für die erste Staffel der Sketch-Comedyserie In Living Color des US-Fernsehsenders Fox.
Größere Bekanntheit unter einem jüngeren Publikum erlangte Mooney zwischen 2003 und 2005 mit seinen regelmäßigen Auftritten in der Chappelle’s Show, der Sketch-Comedysendung des Comedians Dave Chappelle. Hier spielte er die Rollen in den Sketchreihen „Ask a Black Dude“, „Mooney at the Movies“ und „Negrodamus“, einer afro-amerikanischen Version von Nostradamus.
Im Jahr 2009 erschien unter dem Titel Black Is the New White seine Autobiografie.
Mooney starb im Mai 2021 im Alter von 79 Jahren an einem Herzinfarkt.

## Filmografie
- 1970: Helden werden nicht geboren (Carter’s Army, Fernsehfilm)
- 1972: F.T.A. (Dokumentation)
- 1977: Wie geht’s aufwärts? (Which Way is Up?)
- 1978: Die Buddy Holly Story (The Buddy Holly Story)
- 1981: Einmal und nie wieder (Bustin’ Loose)
- 1985: Zum Teufel mit den Kohlen (Brewster’s Millions)
- 1986: Jo Jo Dancer – Dein Leben ruft (Jo Jo Dancer, Your Life Is Calling)
- 1987: Hollywood Shuffle
- 1994: The Legend of Dolemite (Dokumentation über das Blaxploitation-Genre)
- 1994: In the Army Now – Die Trottel der Kompanie (In the Army Now)
- 1998: High Freakquency
- 2000: It’s Showtime (Bamboozled)
- 2001: The Old Settler (Fernsehfilm)
- 2001: Nenn’ mich einfach Nikolaus (Call Me Claus, Fernsehfilm)
- 2002: The Ketchup King
- 2003: DysFunktional Family (Dokumentation über den US-amerikanischen Comedian Eddie Griffin)
- 2003: Bitter Jester (Dokumentation)
- 2004: The N-Word (Dokumentation)
- 2006: Homie Spumoni – Mein anderes Ich (Homie Spumoni)
- 2008: Good Hair (Dokumentation)
- 2016: Meet the Blacks